# Ben Allen (homme politique)
Pour les articles homonymes, voir Ben Allen et Allen.
Benjamin J. Allen, né le 13 mars 1978 à Santa Monica, est une personnalité politique américaine membre du Sénat de l'État de Californie représentant le 26e district depuis le 1er décembre 2014.

## Vie personnelle et éducation
Allen est né dans une famille juive ,  et a grandi à Santa Monica, en Californie. De 2003 à 2005, Allen a travaillé pour le député Jose Serrano. Allen a obtenu un diplôme de premier cycle à l'université de Harvard en 2000, un master de l'université de Cambridge en 2001, Il a obtenu un doctorat en droit à la faculté de droit de l'université de Berkeley en 2008, et a été admis au barreau de l'État de Californie en décembre 2008.
Allen l'est, à partir de 2019, professeur de droit à la faculté de droit de l'UCLA et un avocat privé. Il vit à Santa Monica.

## Carrière politique
À Berkeley, M. Allen a été nommé représentant des étudiants de l'UC de 2006 à 2007 et représentant des étudiants de 2007 à 2008. Avant son élection au Sénat de l'État, M. Allen était membre du conseil d'éducation du district scolaire unifié de Santa Monica-Malibu et président du comité du comté de Los Angeles sur l'organisation des conseils scolaires. M. Allen a été élu pour la première fois au conseil d'administration du Santa Monica-Malibu Unified School District en 2008 et réélu en 2012,,.

### Source de la traduction
- (en) Cet article est partiellement ou en totalité issu de l’article de Wikipédia en anglais intitulé « Ben Allen » (voir la liste des auteurs).